# Локалитет Слатина - Турска чесма у Дреновцу
Локалитет Слатина - Турска чесма у Дреновцу представља археолошки локалитет који се налази у насељу Дреновац, општина Параћин. Проглашен је за непокретно културно добро, а њиме руководи Завод за заштиту споменика културе Крагујевац.

## Опште информације
Археолошко налазиште налази се у селу Дреновац, око 10 km јужно од Параћина. Мањим делом залази у атаре КО Сикирица и КО Крежбинац, на потезу Стара чесма. Обухвата површину од око 60 хектара. Налазиште припада групи неолитских насеља на десној обали реке Велике Мораве.
Прва археолошка ископавања обављена су у периоду од 1968. до 1972. године у организацији Завичајног музеја из Јагодине. Ревизиона археолошка истраживања обављена су у периоду од 2003. до 2011. године, а у континуитету се обављају до данас у оквиру пројекта Археолошког института из Београда „Стална археолошка радионица – средње Поморавље у неолитизацији југоисточне Европе” у сарадњи са Завичајним музејима из Јагодине и Параћина.
Ископавања су потврдила постојање два културна слоја: старији, старчевачки (прото-Старчево) и млађи, винчански (рана фаза). У млађем хоризонту истражени су надземни стамбени објекти, дефинисани присуством лепа, рупама за дрвену конструкцију и подницом. У старијем, старчевачком културном хоризонту уочени су укопани објекти земуничког типа где су пронађени најстарији трагови сточарства и земљорадње.
Налазиште представља највеће вишеслојно насеље из периода неолита у средњем Поморављу. На основу одлика керамичких налаза живот у насељу хронолошки је опредељен у време од 6.200. до 4.500. године пре н.е. – рани период развоја старчевачке културе, односно прото-Старчево и млађи неолит, рана винчанска култура.
Дебљина културног слоја износи око 7,00 m. На основу бројних откривених предмета, изванредних уметничких и занатских карактеристика, остатака стамбене архитектуре, сложене стратиграфије као и географског положаја и величине, археолошко налазиште представља јединствен тип вишеслојног неолитског насеља на подручју средњег Поморавља и једно је од важних центара развоја неолитизације југоисточне Европе. На основу истражених објеката и геомагнетним методама идентификованих археолошких целина утврђено је присуство великог неолитског насеља са релативно правилно распоређеним објектима. Налазиште је значајно због научног проучавања архитектуре и урбанизма у неолиту.